# Фарильяно
Фарильяно (італ. Farigliano, п'єм. Farian) — муніципалітет в Італії, у регіоні П'ємонт,  провінція Кунео.
Фарильяно розташоване на відстані близько 480 км на північний захід від Рима, 65 км на південь від Турина, 33 км на північний схід від Кунео.
Населення — 1746 осіб (2014).

## Демографія
Населення за роками:

Станом на 1 січня 2023 року в муніципалітеті офіційно проживало 160 іноземців з 27 країн, серед них 24 громадяни країн Євросоюзу та 2 громадяни України.

## Сусідні муніципалітети
- Бельведере-Ланге
- Карру
- Клавезана
- Дольяні
- Лекуїо-Танаро
- Пьоццо